# Мартоноша
Мартоно́ша (колишня назва — Восьма рота) — село в Україні, у Новомиргородській міській громаді Новоукраїнського району Кіровоградської області. Населення становило 1500 осіб у 2023 році. Колишній центр Мартоноської сільської ради, центр Мартоніського старостинського округу(Мартоноша,Кам'янка,Констянтинівка, Котівка,Ганнівка). 

## Географія
Село розташоване в долині Великої Висі та її невеликої майже пересохлої притоки. Відстань до районного центру — 13 км.
Західна околиця села розташована на крутому схилі узгір'я, внизу якого знаходиться глибокий яр — Яремина балка.

## Історія

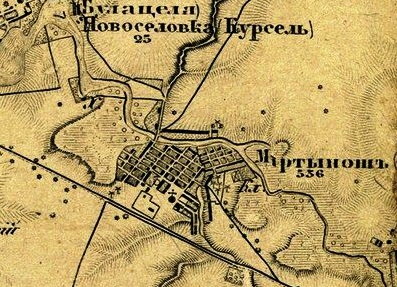
Мартоноша на військово-топографічній карті 1869 року

### Археологія
Поблизу села досліджено кілька курганів бронзової доби (II тис. до н. е.) та скіфського часу (VI—III ст. до н. е.).

### XVIII століття
В 1702 році на місці сучасної Мартоноші в Яреминому байраці була пасіка новомиргородського козака Андрія Лебединця.
Село було засноване в середині XVIII століття вихідцями з Балкан; переважну частину подальших переселенців сюди становили молдовани. У 1752–1764 роках тут знаходилась Восьма рота новосербського кінного Гусарського полку. Інші назви села: Єреминобальський шанець, Мартонош (сербський аналог — Мартонош).
Станом на 1772 рік, у шанці Мартоноші існувала дерев'яна однопрестольна Георгіївська церква, цілопарафіяльним настоятелем якої з 1759 року був священик Леонтій Савин. Церква підпорядковувалась Новомиргородському духовному Правлінню. З 1764 року тут проживав також священик-молдованин з села Гольми Іоан Хмельницький. Станом на 1789 рік приходськими священиками Георгіївської церкви були Євстратій Євтодієв та Павло Вишневецький.

Степан Кожум'яка на новозбудованому мосту через балку (1968)

### XIX—XX століття
1859 року у власницькому селі Мартоноша (Восьма Рота) Єлисаветградського повіту Херсонської губернії, мешкало 2111 осіб (1167 чоловічої статі та 944 — жіночої), налічувалось 296 дворових господарства, існувала православна церква.
Станом на 1886 рік у селі Новомиргородської волості Єлисаветградського повіту Херсонської губернії мешкала 3221 особа, налічувалось 643 дворових господарства, існували православна церква, школа та лавка.
За даними 1894 року у селі, центрі Мартоноської волості, мешкало 4107 осіб (2117 чоловічої статі та 1990 — жіночої), налічувалось 753 дворових господарств, існували православна церква, церковно-парафіяльна школа на 61 хлопчика, 6 лавок, штофна лавка, гуртовий склад вина й спирту.
За переписом 1897 року кількість мешканців зросла до 4595 осіб (2313 чоловічої статі та 2282 — жіночої), з яких 4530 — православної віри.
Мешканці Мартоноші взяли активну участь у Канізькому повстанні 1918 року.
На фронтах Другої світової війни воювали 610 мартонісців, 105 з яких загинули, а 145 були нагороджені орденами й медалями. В часи окупації місцевими підпільниками було вбито гебісткомісара. Одна з вулиць села названа іменем Григорія Некори — партизанського зв'язкового, очільника підпільної групи, вбитого гестапівцями в Новомиргороді 16 березня 1943 року.
Бої за звільнення села тривали у лютому—березні 1944 року. Під час них 70 мартонісців виконували функції провідників розвідувальних груп.
1968 року під керівництвом Степана Кожум'яки в селі було зведено міст через балку на автошляху Новомиргород — Кропивницький.

## Населення
На 1757 рік в селі Мартоноша проживало 133 особи.
В 1886 році у селі у 643 дворах мешкала 3221 особа.
У роки Голодомору 1932–1933 років населення Мартоноші зменшилось з близько 4,5 тисяч до 152 чоловік.
В 1940 році в селі проживало 990 працездатних осіб, загальна кількість — близько 2300 чоловік.
В 1970 році населення Мартоніської сільської ради становило 2615 осіб.
Згідно з переписом УРСР 1989 року чисельність наявного населення села становила 1809 осіб, з яких 847 чоловіків та 962 жінки.
За переписом населення України 2001 року в селі мешкали 1552 особи.
Значний відсоток мешканців села становлять молдовани, що в побуті й досі користуються молдовською мовою.
| 1859 | 1886 | 1894 | 1897 | 1928 | 1933 | 1970 | 2001 |
| ---- | ---- | ---- | ---- | ---- | ---- | ---- | ---- |
| 2111 | 3221 | 4107 | 4595 | 5609 | 152  | 2615 | 1554 |
|      | ▲    | ▲    | ▲    | ▼    | ▼    | ▲    | ▼    |

### Мова
Розподіл населення за рідною мовою за даними перепису 2001 року:
| Мова       | Відсоток |
| ---------- | -------- |
| українська | 68,60 %  |
| молдовська | 29,99 %  |
| російська  | 1,42 %   |

## Інфраструктура
В селі знаходиться Мартоніський ліцей, дитячий садок, сільський будинок культури, клуб, фельдшерсько-акушерський пункт, поштове відділення,  поліцейська станція, молитовний дім МСЦ ЄХБ та кілька магазинів.

### Сільське господарство
- СТОВ «Степове»
- СТОВ «Правда», та інші.[16]

### Транспорт
Більшість вулиць Мартоноші асфальтовані. Через село проходить міжрайонна автомобільна дорога Т 1201.
Регулярні перевезення здійснюють рейсові автобуси сполученням:
- Новомиргород—Кропивницький
- Капітанівка—Кропивницький

## Вулиці
У Мартоноші налічується 17 вулиць та 2 провулки:
- Вербний пров.
- Висока вул.
- Зелена вул.
- Дружби вул.
- Козацька вул.
- Вишнева вул.
- Лесі Українки вул.
- Шевченка вул.
- Миру вул.
- Молодіжна вул.
- Набережний пров.
- Некори Григорія вул.
- Перемоги вул.
- Правди вул.
- Кам'яниста вул.
- Садова вул.
- Стегаря Олександра вул.
- Калинова вул.
- Шосейна вул.

## Пам'ятки
- До нашого часу поблизу Мартоноші зберігся прикордонний рів, який місцеві мешканці називають «Турецьким валом».[18]

### Пам'ятники
| Назва                                                   | Розташування                                      | Дата встановлення | Фото | Короткі відомості |
| Воїнам, загиблим в роки Другої Світової Війни, меморіал | по вул. Миру, у центрі села                       |                   |      | У братській могилі біля пам'ятника поховано 38 радянських солдат-вихідців з села; імена 31 з них вказані на могильних плитах. На меморіальних стелах розміщені фотографії всіх загиблих воїнів-вихідців з села. |
| Радянських воїнів, братська могила                      | в сільському парку                                |                   |      | У братській могилі поховано 32 радянських солдат, що загинули під час звільнення села у 1944 році; імена 22 з них вказані на плиті під пам'ятником.                                                             |
| Розстріляним євреям, пам'ятний знак                     | біля Великого урочища (Яреминої балки)            |                   |      | Пам'ятний знак на місці масового розстрілу близько 250 євреїв зі Златопільського гетто. |
| Мирних мешканців села, братська могила                  | по вул. Перемоги, поблизу олійні                  |                   |      | У братській могилі на місці страти в період німецької окупації поховано 6 селян Мартоноші. |
| Володимиру Леніну та Максиму Горькому, пам'ятник        | по вул. Миру, біля будинку культури (демонтовано) |                   |      | |
| Стегарю Олександру Сергійовичу, меморіальна дошка       | на фасаді Мартоніського ліцею                     |                   |      | Пам'ятна дошка встановлена на місцевій школі, де навчався лейтенант О. С. Стегарь (1958–1981), який загинув в Афганістані.                                                                                      |

## Відомі люди
- Гамаза Віталій Леонідович (нар. 1926) — різьбяр, заслужений майстер народної творчості УРСР з 1984 року.
- Гладкий Дмитро Спиридонович — молдовський радянський державний та партійний діяч.
- Геврасієв А. М. — генерал-лейтенант артилерії.
- Радул М. М. — молдовський географ, член-кореспондент АН МРСР.
- Симонова-Царалунга В. П. — кандидат біологічних наук.
- Патратьєв А. Г. — кандидат технічних наук.